# Gondolellidae
Famille
Gondolellidae est une famille éteinte de conodontes de l'ordre des ozarkodinides.
Le taxon compte trois sous-familles : Mullerinae, Neogondolellinae et Novispathodinae.

## Genres
- †Acuminatella
- †Carnepigondolella
- †Clarkina
- †Epigondolella
- †Gondolella
- †Hayashiella
- †Icriospathodus
- †Jinogondolella
- †Kraussodontus
- †Mazzaella
- †Mesogondolella
- †Neogondolella
- †Neospathodus
- †Parapetella
- †Primatella
- †Quadralella